# Edward Gargan
Edward Gargan (Brooklyn, 17 luglio 1902 – New York, 19 febbraio 1964) è stato un attore statunitense.
Ha recitato in oltre 300 produzioni cinematografiche dal 1930 al 1955.

## Filmografia parziale

### Cinema
- L'impareggiabile Godfrey (My Man Godfrey), regia di Gregory La Cava (1936)
- The Falcon's Brother, regia di Stanley Logan (1942)
- The Falcon and the Co-eds, regia di William Clemens (1943)
- Il Falco in pericolo (The Falcon in Danger), regia di William Clemens (1943)
- The Falcon Out West, regia di William Clemens (1944)
- Canta quando torni a casa (Sing Your Way Home), regia di Anthony Mann (1945)
- Daniele fra i pellirosse (The Dude Goes West), regia di Kurt Neumann (1948)

### Televisione
- Lights Out – serie TV, episodio 4x19 (1951)